# Al ‘Ayyāţ
Al ‘Ayyāţ är en ort i Egypten.   Den ligger i guvernementet Giza, i den centrala delen av landet, 50 km söder om huvudstaden Kairo. Al ‘Ayyāţ ligger 25 meter över havet och antalet invånare är 34 796.
Terrängen runt Al ‘Ayyāţ är platt. Runt Al ‘Ayyāţ är det ganska tätbefolkat, med 108 invånare per kvadratkilometer. Närmaste större samhälle är Aş Şaff, 6,5 km söder om Al ‘Ayyāţ. Omgivningarna runt Al ‘Ayyāţ är i huvudsak ett öppet busklandskap.